# Heiko Thiel
Heiko Thiel (* 4. Juni 1964) ist ein ehemaliger deutscher Fußballspieler. 1986/87 spielte er für Fortschritt Bischofswerda in der DDR-Oberliga, der höchsten Liga im DDR-Fußball.

## Sportliche Laufbahn
Nachdem der 20-jährige Heiko Thiel in der zurückliegenden Saison mit Dynamo Dresden Meister der Nachwuchsoberliga geworden und diese eingestellt worden war, wechselte er zur Saison 1984/85 in die zweitklassige DDR-Liga zur Betriebssportgemeinschaft (BSG) Fortschritt Bischofswerda. Als Mittelfeldspieler hatte er von Beginn an einen Stammplatz sicher, bestritt 32 der 34 Ligaspiele und erzielte dabei zwei Tore. 1985/86 bestritt Thiel zunächst bis zum 10. Spieltag alle Punktspiele, musste danach aber für den Rest der Hinrunde pausieren. In der Rückrunde kam er zwar in 15 Ligaspielen zum Einsatz, stand aber nur zehnmal in der Startelf und absolvierte nur sieben Begegnungen über die volle Spieldauer. Am vorletzten Spieltag schoss Thiel sein einziges Punktspieltor dieser Saison. 
Die BSG Fortschritt stieg 1986 in die DDR-Oberliga auf. Thiel war als Mittelfeldspieler nominiert worden, wechselte aber in seinen 23 von 26 Oberligaspielen stetig zwischen Mittelfeld und Abwehr. Sein einziges Oberligator erzielte er als Verteidiger am 11. Spieltag bei der 1:2-Auswärtsniederlage gegen den FC Karl-Marx-Stadt. Als Neuling in der Oberliga erreichte Fortschritt Bischofswerda nicht den Klassenerhalt und musste zur Saison 1987/88 wieder in der DDR-Liga antreten. Heiko Thiel wurde zwar wieder für den Mannschaftskader nominiert, er verließ aber noch vor dem Saisonstart die BSG und erschien danach auch nicht mehr im höherklassigen Fußball. 